# آدم وارلوك
آدم وارلوك المعروف أصلاً باسم هيم أو آدم، هو شخصية خيالية تظهر في الكتب المصورة الأمريكية التي نشرتها مارفل كومكس. وكانت أولى مظاهر الشخصية في فانتاستيك فور # 66-67 (كوفر-ديتس سيبتمبر 1967 أند Oct. 1967) وثور # 165-166 (جوون-جولاي 1969). تم إنشاؤه من قبل ستان لي وجاك كيربي، وتطورت بشكل كبير من قبل روي توماس وجيم ستارلين.
ظهرت هذه الشخصية في العصر الفضي للكتب المصورة، وقد ظهرت في أكثر من أربعة عقود من منشورات مارفل، وتم تألقها في لقب مارفيل بريمير وحكايات غريبة، فضلا عن خمسة مجلدات مسمى والعديد من سلسلة محدودة ذات الصلة. وقد ارتبط آدم وارلوك مع البضائع الأعجوبة بما في ذلك الرسوم المتحركة المسلسل التلفزيوني، وألعاب الفيديو.

## تاريخ النشر

### 1960 م إلى 1970 م
وقد ظهر أصل الحرف في فانتاستيك فور # 66 (سبتمبر 1967) في قصة كتبها ستان لي وبينسيلد وشارك في رسمها جاك كيربي. ظهرت الشخصية أيضا في فانتاستيك فور # 67 (أكتوبر 1967) وثور # 165-166 (يونيو-يوليو 1969). ولأن دوره في قصة «فانتاستيك فور» كان بسيطا، فإن المصادر لا توافق على أي قضية هي أول ظهور حقيقي للحرف. كاتب ثم أعجوبة رئيس تحرير روي توماس وبنسيلر جيل كين تجديده بشكل كبير كما المسيح آدم وارلوك المجازية في أعجوبة بريمير # 1 (أبريل 1972).

### فهرس المراجع
بالإنجليزية
1. 1 2  "Don Markstein's Toonopedia: Warlock". www.toonopedia.com. مؤرشف من الأصل في 2013-01-05. اطلع عليه بتاريخ 2024-08-29.
2. ↑  Peter Sanderson "1970s" in Gilbert (2008), p. 155: "Roy Thomas and artist Gil Kane allowed 'Him' to meet another Lee-Kirby character, the godlike High Evolutionary."